# Think Pink
Think Pink è un marchio italiano di abbigliamento e accessori.

## Storia
Fondato nel 1980 da Gianni Bailo come ramo della Bailo, su ispirazione di Franco Perlotto, di cui fu sponsor negli anni successivi. Il nome derivava da una via di arrampicata libera di Ron Fawcett, a sua volta ispirata alla nota colonna sonora di Henry Mancini.
Trovò diffusione negli anni successivi nell'ambito dell'abbigliamento casual. Il logo, disegnato da Ciriano Zanon, venne utilizzato - su licenza - anche per prodotti non d'abbigliamento (quali la cartoleria), ed era particolarmente identificabile proprio grazie alla sua uniformità cromatica
Acquistato dal Tecnica Group nel 1989, arrivò a valere il 10% della divisione abbigliamento del gruppo, per essere poi ceduto nel 2011 alla società Man Socks Italia S.r.l., che ha rinnovato il deposito del marchio - risalente al 1982 - in tutto il mondo.